# Saint-Rémy-sur-Avre
Saint-Rémy-sur-Avre é uma comuna francesa na região administrativa do Centro, no departamento Eure-et-Loir. Estende-se por uma área de 13,07 km². Em 2010 a comuna tinha 4 078 habitantes (densidade: 312 hab./km²).